# Gloucestershire
Il Gloucestershire (IPA /ˈɡlɒstərʃər/) è una contea dell'Inghilterra.
Parte della regione censuaria del Sud Ovest, è una delle più antiche contee del Paese, benché l'entità amministrativa attualmente esistente risalga al 1996: nel corso del ventesimo secolo, infatti, perse parte del suo territorio sia per trasferimento a contee limitrofe (Warwickshire) che per creazione di nuove unità amministrative (la contea di Avon o l'autorità unitaria di Bristol).
Attraversato dal corso del Severn, il fiume più lungo del Regno Unito, confina con sei contee inglesi, la citata Bristol e la contea gallese del Monmouthshire.
Il suo capoluogo storico è la città di Gloucester e altre città importanti sono Cheltenham e Stroud.
La sua popolazione è di circa 650000 abitanti su un'area di poco più di 2600 km²; politicamente è di indirizzo conservatore sia nel governo che nei rappresentanti eletti alla camera dei Comuni.
Il consiglio di contea è presieduto da Alan Preest, mentre invece a livello cerimoniale il Lord luogotenente è dal 2018 Edward Gillespie.

## Geografia fisica
La contea di Gloucestershire confina a ovest con la contea gallese di Monmouthshire, a nord con l'Herefordshire, il Worcestershire e il Warwickshire, a est con l'Oxfordshire e a sud con il Wiltshire, Somerset e Bristol.
Il territorio è prevalentemente ondulato ed è attraversato dal fiume Severn che proprio nella contea di Gloucestershire, prima di raggiungere il Canale di Bristol, forma un larghissimo estuario. Nella parte centrale la contea è interessata dalle colline Cotswolds che raggiungono i 330 metri di altezza. A est delle Cotswolds i fiumi scendono verso il bacino del Tamigi che nasce proprio nel Gloucestershire nei pressi di Cirencester.
Il Severn allaga di frequente le zone rivierasche.
Il fiume Wye segna parte del confine con l'Herefordshire e il Monmouthshire.
La capitale è Gloucester posta sul Severn e dominata dalla cattedrale gotica. Altre città sono: Cheltenham, Stroud, Cirencester e Tewkesbury.

## Suddivisioni
|  | 1. Tewkesbury 2. Forest of Dean 3. Gloucester 4. Cheltenham 5. Stroud 6. Cotswold 7. South Gloucestershire (autorità unitaria) |

## Storia
Storicamente ha fatto parte del Gloucestershire anche il territorio di Bristol che è oggi un distretto unitario autonomo.
L'area del South Gloucestershire ha fatto parte della contea di Avon dal 1974 al 1996 quando con la soppressione della contea di Avon il territorio del South Gloucestershire è divenuto una unitary authority ed è stato nuovamente assegnato alla contea di Gloucestershire.

## Monumenti e luoghi d'interesse

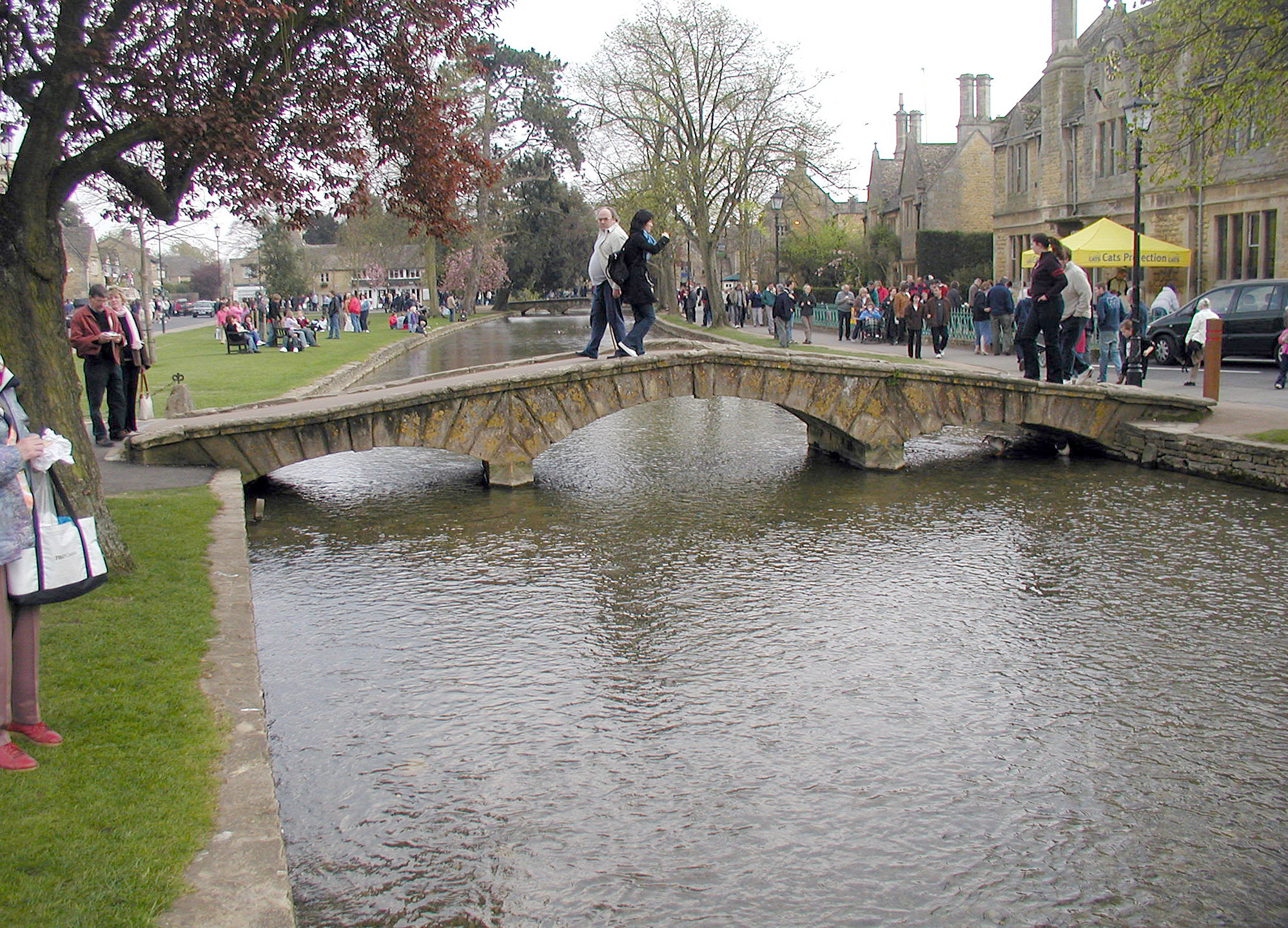
Il fiume Windrush a Bourton-on-the-Water

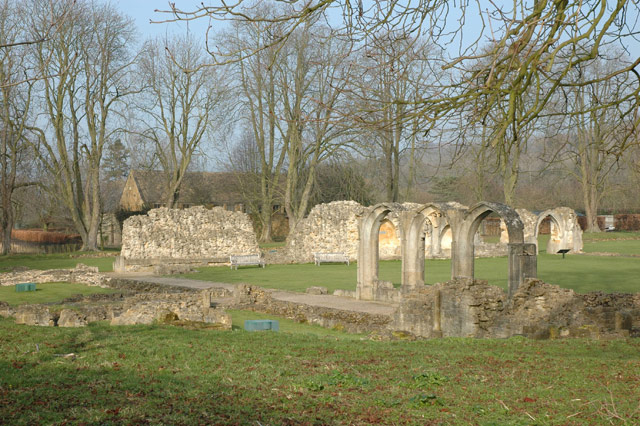
Le rovine dell'abbazia di Hailes

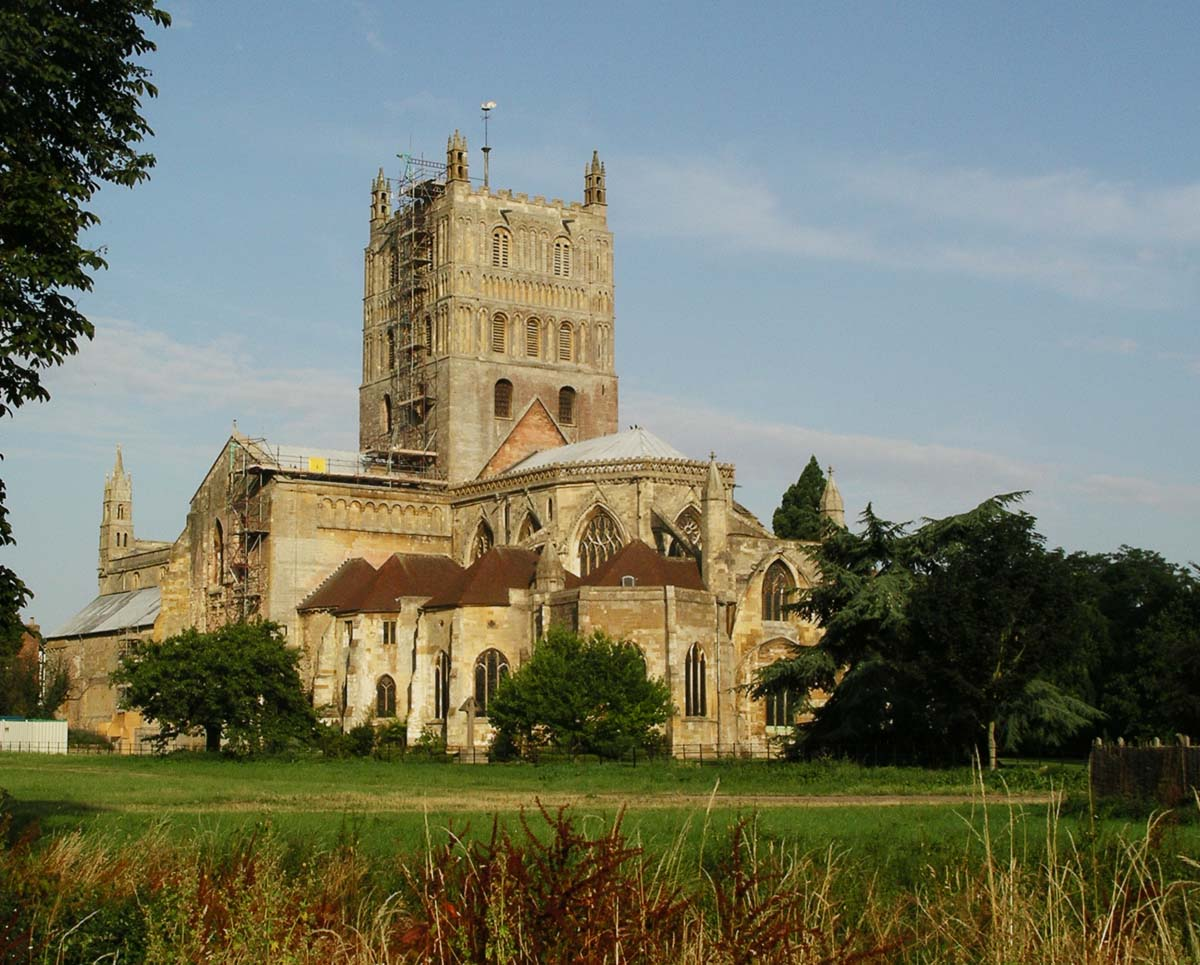
Abbazia di Tewkesbury vista da est

- Abbazia di Hailes, rovine di un'abbazia cistercense nei pressi di Winchcombe.
- Abbazia di Tewkesbury, imponente abbazia di cui si iniziò la costruzione nel 1121.
- Architettura regency a Cheltenham
- Batsford Arboretum, arboreto nei pressi di Moreton-in-Marsh.
- Belas Knap, camera sepolcrale neolitica nei pressi di Winchcombe.
- Berkeley Castle, castello costruito a partire dal 1117 per difendere l'estuario del Severn ed il confine con il Galles.
- Beverston Castle, rovine di un castello medievale del XIII secolo.
- Bourton-on-the-Water, pittoresco villaggio delle Cotswolds, attraversato dal fiume Windrush.
- Calcot Manor, residenza di campagna del XIV secolo.
- Cattedrale di Gloucester
- Chiesa di Cirencester e rovine della città romana di Corinium
- Chiesa di Deerhurst, chiesa del X secolo.
- Chipping Camden, pittoresca cittadina delle Cotswolds.
- Colline Cotswolds, area di notevole bellezza naturale.
- Forest of Dean, foresta di 110 km² tra i fiumi Wye e Severn.
- Gloucestershire Warwickshire Railway, storica linea ferroviaria a vapore riaperta per scopi turistici nel 1984.
- Owlpen Manor, residenza di campagna in stile Tudor.
- Sezincote House, residenza ottocentesca in stile anglo-indiano
- Stow-on-the-Wold, storica cittadina delle Cotswolds.
- Sudeley Castle, castello e giardini del XV secolo a Winchcombe.
- Tunnel canale Sapperton, sul Tamigi.
- Tyndale Monument, torre di 34 metri di altezza costruita nel 1866 a North Nibleyper in memoria di William Tyndale, traduttore della Bibbia in inglese.
- Il WWT Wetland Centre di Slimbridge, riserva naturale di una zona umida con una ricca popolazione di uccelli acquatici.
- Brockworth, sede di produzione del formaggio Double Gloucester cheese